# Marco Estrada
Marco Estrada, född 28 maj, 1983 i Viña del Mar, är en chilensk fotbollsspelare som spelar i San Luis de Quillota.